# بدل‌کار

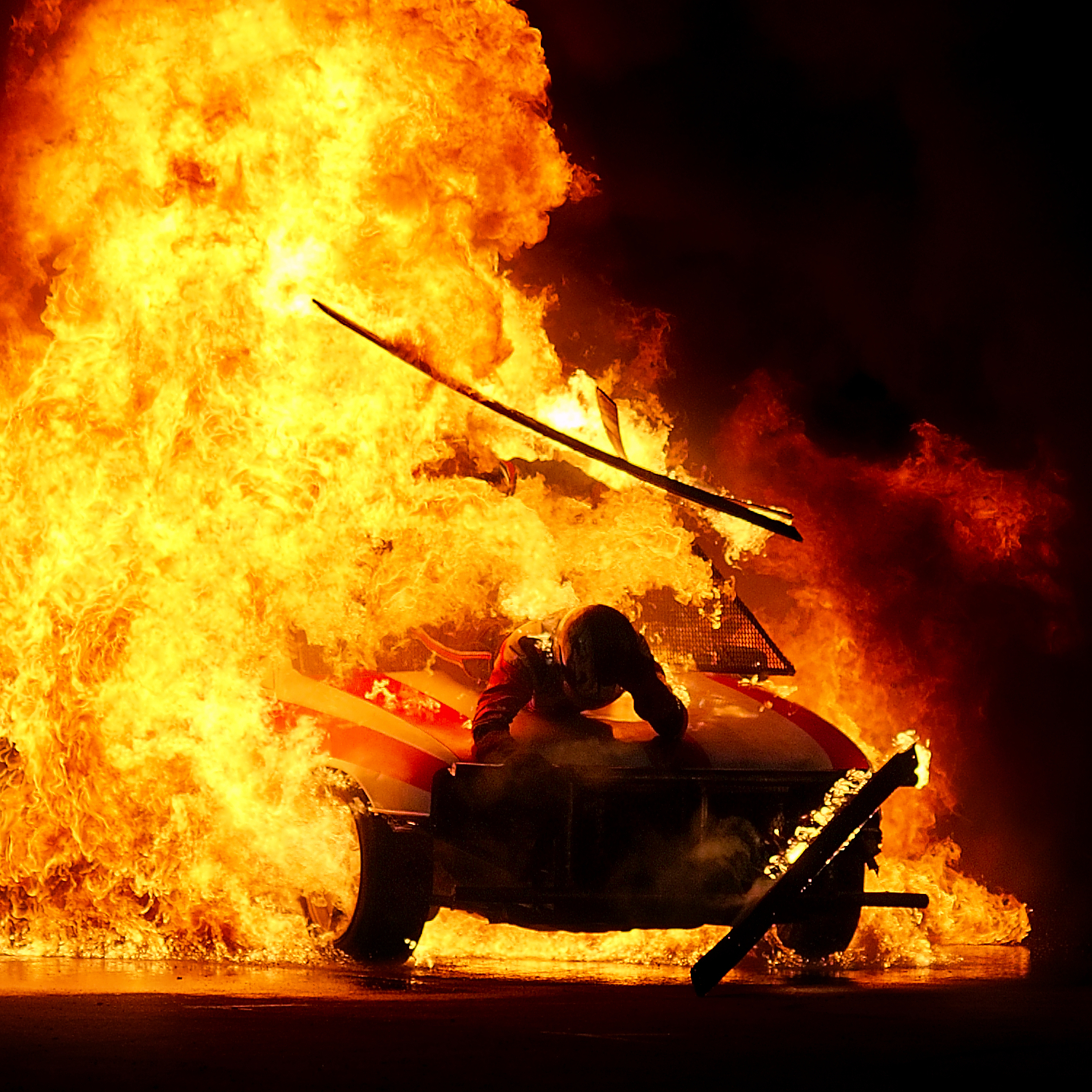
بدل‌کاری آتشگیری توسط «جاینت آوتو رودئو» در بلژیک

بدل‌کار به شخصی گفته می‌شود که پیشه اش بدل‌کاری است و کارهای نمایشی خطرناکی را در فیلم‌ها و نماهنگ‌ها به جای هنرپیشه اصلی انجام می‌دهد. به طور کلی بدل‌کار یعنی یک بازیگر با توانایی های خاص ذهنی و بدنی  بدل‌کاری شامل کارهایی مانند پریدن از دیوار، هواپیما و جز اینها، بازی کردن نقش کسی که بدنش در حال سوختن است، نمایش‌های ورزش رزمی و غیره می‌شود. پیش از به وجود آمدن جلوه‌های ویژهٔ رایانه‌ای راهی بجز استفاده از افراد واقعی برای فیلمبرداری چنین صحنه‌هایی وجود نداشت.

## بدل‌کار
- درن شهلوی
- مهسا احمدی
- ارشا اقدسی
- جکی چان
- پیمان ابدی
- محسن کلانتری